# Jehan Desanges
Pour les articles homonymes, voir Desanges.
Jehan Desanges, né le 3 janvier 1929 à Nantes et mort le 25 mars 2021 à Paris, est un historien, philologue et épigraphiste français, spécialiste de l'Afrique romaine,.

## Biographie
Agrégé de grammaire en 1953, chargé de cours à l’École des hautes études de Tunis entre 1958 et 1959, chef de travaux, puis maître-assistant d’histoire ancienne à l’université de Dakar entre 1959 et 1963. Il est chargé d’enseignement en histoire ancienne à l’université d’Alger entre 1963 et 1964 puis à l’université de Nantes entre 1964 et 1976, avant d'en devenir maître de conférences après la soutenance de sa thèse en 1976. De 1983 à 2001, il est directeur d’études à l’École pratique des hautes études, IVe section, puis directeur d’études pensionné.
Membre, puis président, de la Comité des travaux historiques et scientifiques (Cths), membre de la Société des antiquaires de France, ancien responsable du Réseau interuniversitaire d’études sur l’Afrique du Nord antique et l’Islam médiéval, ancien membre du Conseil national des universités, du Conseil scientifique et du Conseil d’administration de l’École française de Rome, du Conseil scientifique de l’Institut français d'archéologie orientale. Il est également membre, puis président, du conseil scientifique de la revue Aouras, du Conseil scientifique et du Comité de rédaction de l’Encyclopédie berbère ainsi que du Comité de rédaction de la série Graeco-Arabica (Athènes).
Directeur d’une mission archéologique en république de Djibouti en 1987, il est membre, puis président, de la Société d’étude pour le Maghreb préhistorique, antique et médiéval (SEMPAM); de la Société d’études latines; de la Société française d’études épigraphiques et de la Society for Libyan Studies. En 1961, il lance avec Serge Lancel la Bibliographie analytique de l'Afrique antique, dont ils rédigent 19 fascicules.
Membre de l’Institute for Advanced Study de Princeton, président scientifique du 121e Congrès national des Sociétés historiques et scientifiques et membre, puis vice président et président en alternance, du Comité de patronage étranger des congrès de l’Institute for Graeco-Oriental and African Studiesil. Il est Research Fellow à l'université de Princeton puis Visiting Fellow à l’université de Cincinnati en 2004. Correspondant français de l’Académie des inscriptions et belles-lettres depuis 2000, il est élu le 4 mai 2012 comme membre de l'Académie des inscriptions et belles-lettres, au fauteuil de Claude Nicolet.

## Principales publications
- Catalogue Des tribus africaines de l'Antiquité classique à l'ouest du Nil, Dakar, éd. Publications de la section d'histoire de l'université de Dakar, 1962[10]
- Bibliographie analytique de l'Afrique antique [sous la dir. de], Rome, École française de Rome, 1969-1981 (19 fascicules)
- Recherches sur l'activité des Méditerranéens aux confins de l'Afrique (VIe siècle av. J.-C. – IVe siècle apr. J.-C.), Rome, éd. Collection de l'École française de Rome, 1978[11]
- Pline l'Ancien, histoire naturelle, 1-46 (L'Afrique du Nord) [texte établi, traduit et commenté], Paris, éd. Les Belles Lettres, 1980[12]
- Les Routes millénaires (en collaboration avec M. Mollat du Jourdin), Paris, éd. Nathan, 1988
- Sur les routes antiques de l’Azanie et de l’Inde. Le Fonds Révoil du musée de l'Homme : Heïs et Damo, en Somalie (en collaboration avec E.M. Stern et P. Ballet), Paris, éd. l'Académie des inscriptions et belles-lettres, nouvelle série, XIII, 1993[13]
- Toujours Afrique apporte fait nouveau. Scripta minora, Paris, éd. Boccard, 1999[14]
- Pline l’Ancien, histoire naturelle, Livre VI, 4e partie (L’Asie africaine sauf l’Égypte, les dimensions et les climats du monde habité) [texte établi, traduit et commenté], Paris, éd. Les Belles Lettres, 2008[15]
- La Nouvelle Carte des voies romaines de l’Est de l’Africa dans l’Antiquité tardive d’après les travaux de P. Salama (Direction avec Claude Lepelley et Noël Duval), Turnhout, éd. Brepols, 2010[16]
- Strabon, Géographie, tome XV, Livre XVII, 2e partie (L'Afrique, de l'Atlantique au Golfe de Soloum) [texte établi, traduit et commenté], Paris, éd. Les Belles Lettres, 2014[17]

## Décorations
- Chevalier de la Légion d'honneur (2009)[18]
- Officier de l'ordre national du Mérite (2015 ; chevalier en 2004)[19].
- Commandeur de l'ordre des Palmes académiques[6].